# مرکز کارگری
مراکز کارگری سازمان‌های میانجی غیرانتفاعی در جامعه ایالات متحده هستند که جوامعی از کارگران کم‌دستمزد را سازمان‌دهی کرده و از آنها حمایت می‌کنند. این شامل کارگرانی می‌شود که قبلاً عضو یک سازمان چانه‌زنی جمعی (مانند اتحادیه‌های کارگری) نبوده‌اند، یا از نظر قانونی کنار گذاشته شده‌اند. از پوشش قوانین کار ایالات متحده بسیاری از مراکز کارگری بر کارگران مهاجر و کم دستمزد در بخش‌هایی مانند رستوران، ساخت و ساز، کار روزانه و کشاورزی تمرکز دارند.

## هدف
مراکز کارگری مؤسسات غیرانتفاعی مستقر در جامعه هستند که از کارگران کم درآمد حمایت می‌کنند. هدف از این مراکز کمک به بهبود شرایط کار و دستمزد، و امکان دستیابی به بسیاری از مراکز خدماتی مانند آموزش زبان انگلیسی، کمک به مطالبات دستمزد پرداخت نشده، دسترسی به مراقبت‌های بهداشتی، توسعه رهبری، فعالیت‌های آموزشی، حمایت و سازماندهی را شامل می‌شوند. بسیاری از مراکز نیز نقش مدافع حقوق مهاجران در جوامع خود را بر عهده می‌گیرند.

## موانع
1. ↑  "Worker centers: Organizing communities at the edge of the dream" (به انگلیسی). Economic Policy Institute. Retrieved 2020-12-17.

- «AFL-CIO و NDLON برای بهبود شرایط برای خانواده‌های شاغل توافقنامه‌ای را وارد می‌کنند.» بیانیه مطبوعاتی. شبکه سازماندهی روز ملی کارگر. ۹ اوت ۲۰۰۶.
- خوب جانیس مراکز کارگری: سازماندهی جوامع در لبه رؤیا. ایتاکا، نیویورک: انتشارات دانشگاه کورنل، ۲۰۰۶.شابک ‎۰−۸۰۱۴−۴۴۲۳−۳شابک 0-8014-4423-3
- خوب جانیس «مراکز کارگری: سازماندهی جوامع در لبه رؤیا.» مقاله توجیهی EPI شماره 159 . ۱۴ دسامبر ۲۰۰۵.
- گوردون، جنیفر. «مهاجران با قدرت می‌جنگند: مراکز کارگری راهی برای سازماندهی کارگری و مشارکت سیاسی هستند.» ملت. ۳ ژانویه ۲۰۰۰.
- هولنز، مری. «مرکز کارگران: سازماندهی هم در محل کار و هم در جامعه.» یادداشت‌های کار سپتامبر ۱۹۹۴.
- لوین، دیوید. «مراکز کارگران نیویورک: پاسخ خلاقانه به رشد فروشگاه‌های مدرن امروزی.» سیاست مستقل ژوئیه/اوت ۱۹۹۵.
- تن آیک، تیفانی. «مراکز کارگری به‌طور فزاینده ای در حال ایجاد اتحاد با اتحادیه‌ها هستند.» یادداشت‌های کار ژانویه ۲۰۰۷.
- اتحاد کارگران زنجیره غذایی «دست‌هایی که به ما غذا می‌دهند: چالش‌ها و فرصت‌ها برای کارگران در امتداد زنجیره غذایی.» ۶ ژوئن ۲۰۱۲.